# Dodge Charger (B-body)
La Dodge Charger (B-body) est une voiture de taille moyenne produite par Dodge de 1966 à 1978 sur la base de la plate-forme Chrysler B.

## Origine

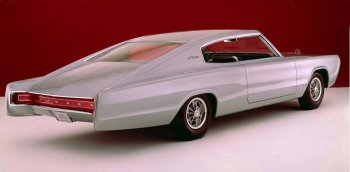
Dodge Charger II 1965 Show Car.

Au début des années 1960, les constructeurs automobiles exploraient de nouvelles idées dans les segments des voitures de luxe et des voitures spécialisées. Chrysler, rapide pour entrer sur ce marché, a choisi sa division Dodge pour entrer sur le marché avec une voiture sportive de taille moyenne dotée d'un corps de type B, pouvant être placée à mi-chemin entre la "pony car" Ford Mustang" et la "Ford Thunderbird". L'intention était de créer un look fastback tout en partageant le plus de matériel possible de l'entreprise.
La Charger basée sur la Coronet en fut le résultat, et fut introduite à la mi 1966 « en représailles au Rambler Marlin, Ford Mustang et Plymouth Barracuda ». En ce qui concerne le style, c’était « le point de départ des voitures de la gamme Dodge ». La Marlin de 1965, ainsi que la Charger qui est arrivée en 1966, étaient « les deux voitures qui établissaient la norme en matière de conception fastback radicale dans les voitures américaines de taille moyenne ». Selon Richard M. Langworth, "parce que c'était un coupé de taille intermédiaire comme la Rambler Marlin, la Charger aurait pu être un désastre esthétique, mais de longues fenêtres latérales ont empêché son toit en pente de paraître trop lourd."
Burt Bouwkamp, ingénieur en chef chez Dodge dans les années 1960 et l’un des hommes derrière la Dodge Charger, a relaté son expérience lors d’un discours prononcé en juillet 2004. « Lynn Townsend était en désaccord avec les concessionnaires Dodge et voulait faire quelque chose pour leur plaire. Donc, en 1965, il m'a demandé de venir à son bureau - pour la deuxième fois. Il a souligné que l'une des demandes du Dodge Dealer Council concernait un véhicule de type Barracuda. Le thème général de recommandation de produit était le même - nous voulons ce que Plymouth possède. La demande spécifique d'un véhicule de type Mustang n'était pas aussi controversée pour Lynn. Son objectif était de leur donner une Muscle car, mais il a déclaré: « Pour l'amour de Dieu, n'en faites pas un dérivé de la Barracuda » ».
Ainsi, la Charger de 1966 était née.
« Nous avons construit un concept Charger que nous avons exposé lors de salons automobiles en 1965 pour stimuler l'intérêt du marché pour le concept. C'était la conception approuvée mais nous avons dit à la presse et aux visiteurs du salon de l'automobile qu'il ne s'agissait que d'un “concept” et que nous la construirions que si elle plairait. C'était pré-ordonné qu'ils l'aimeraient.».

## Première génération

### 1966
La Charger a fait ses débuts au milieu de 1966. Partageant son châssis et ses pièces de carrosseries frontales avec la Coronet de taille moyenne, la Charger « ressemblait toujours beaucoup à une Coronet ou une Rambler Marlin d'AMC à la conception similaire... [et] beaucoup était plus cher ». La Charger au prix de base de 3 100 $ « a été immédiatement jumelé dans la presse automobile avec la Marlin, âgé d'un an, d'American Motors, une autre machine fastback qui était à environ 2 850 $ » et certains appelait la Charger « une belle Marlin ».
L'intérieur de la Charger était différent de celui de toutes les autres voitures avec ses sièges arrière pseudo-baquets rabattus vers un espace intérieur accessible par le hayon arrière. "La Charger n'a pas commencé par l'image de performance / muscle car, bien que vous puissiez obtenir un moteur Hemi en option." La Charger est devenue la meilleure muscle car fabriquée par Chrysler.
Le 1er janvier 1966, les téléspectateurs du Rose Bowl ont découvert pour la première fois le nouveau "Chef de la rébellion Dodge", la Charger de 1966. Les débuts de la Charger furent suivis également par l'introduction d'une nouvelle version du 426 Hemi (7,0 L). Avec la Charger, Dodge avait un nouveau modèle pour construire une image de performance pour accompagner ce moteur.
Dessinée par Carl Cameron, la Charger présente une ligne de toit Fastback et une calandre en métal, complétées par des phares entièrement rotatifs, caractéristique que l’on ne retrouve plus sur les Chrysler depuis la DeSoto de 1942. À l'arrière, le design du fastback se terminait sur un feu arrière à six lampes pleine largeur avec l'inscription "CHARGER" chromée.

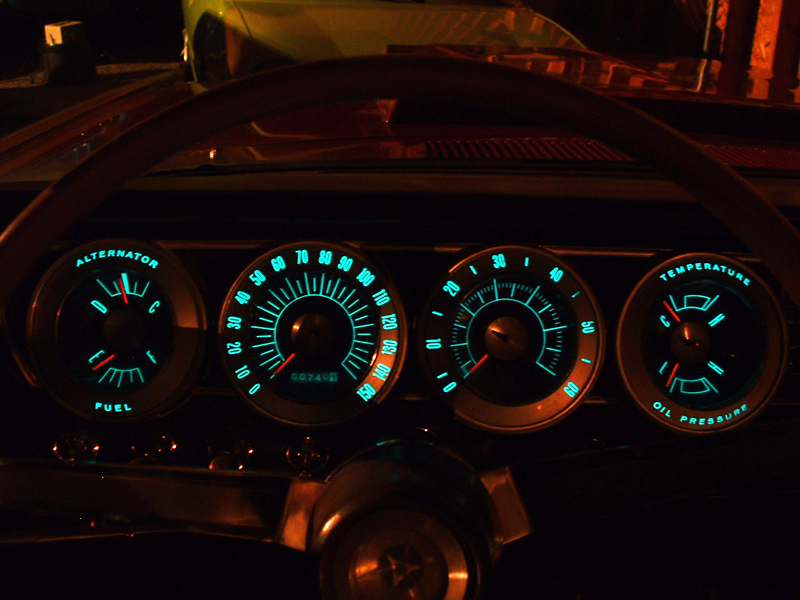
Tableau de bord, 1966.

À l’intérieur, la Charger de série comportait un volant en bois, quatre sièges baquets individuels et une console intégrale de l’avant à l’arrière. Les sièges arrière et le rembourrage de l'accoudoir central arrière ont été rabattus vers l'avant, tandis que la séparation du coffre a été rabaissée, ce qui a permis un espace de chargement généreux. De nombreuses caractéristiques intérieures étaient exclusives à la Charger, notamment des panneaux de porte, des éclairages de courtoisie, ainsi que des garnitures haut de gamme et des revêtements en vinyle. Le tableau de bord n’a pas utilisé d’ampoules classiques pour allumer les jauges, mais un courant électroluminescent pour éclairer les quatre compteurs circulaires chromés, les aiguilles, la radio, l'indicateur de position du levier de vitesses dans la console, ainsi que les commandes d’horloge et de climatisation. Le tableau de bord logeait un compte-tour de 0 à 6 000 tr/min, un compteur de vitesse de 0 à 240 km/h, ainsi que l'alternateur, la jauge de carburant et les jauges de température en équipement de série.
Les moteurs étaient uniquement des V8. Les transmissions de 1966 comprenaient une colonne de direction manuelle à trois vitesses avec le moteur de base, une boite manuelle à quatre vitesses ou une automatique à trois vitesses. En 1966, quatre moteurs étaient proposés: le modèle de base était le 318 (5,2 L), le 361 (5,9 L), le 383 (6,3 L) et le nouveau 426 Hemi. Seules 468 Charger ont été construites avec le 426.
La production totale en 1966 s’élevait à 37 344 unités pour l’introduction en milieu d'année.

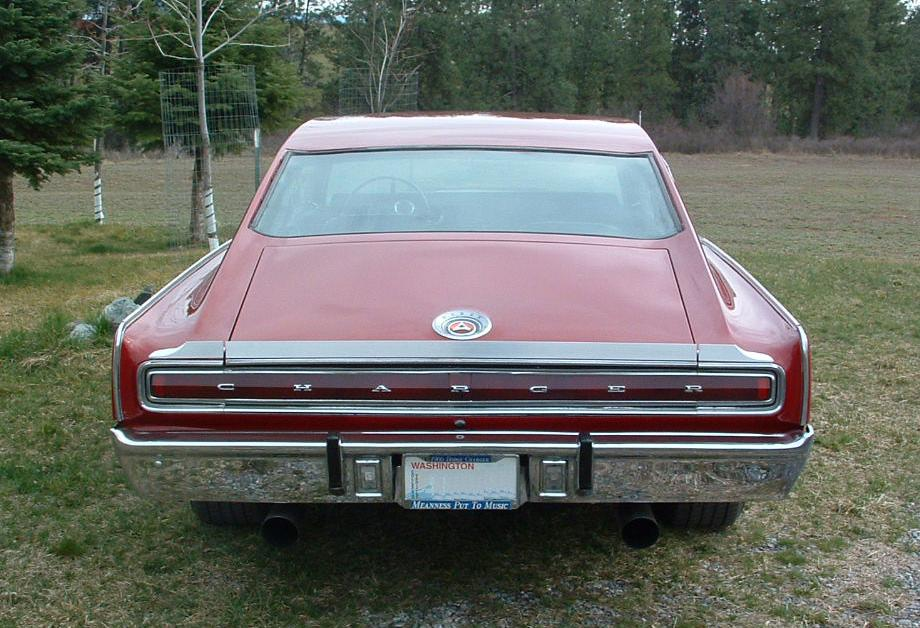
1967 Charger Spoiler NASCAR

En 1966, Dodge engagea la Charger en NASCAR dans l'espoir que le fastback fasse de leur voiture un vainqueur sur les grandes pistes. Cependant, la voiture s’est révélée difficile à manier sur les pistes les plus rapides, car sa carrosserie générait une portance. Les pilotes confièrent plus tard que «c'était comme conduire sur la glace». Pour résoudre ce problème, Dodge a installé un petit becquet sur le couvercle du coffre qui améliorait la traction à des vitesses supérieures à 240 km/h. Ce spoiler est devenu une option installée par le concessionnaire à la fin de 1966 et en 1967, en raison des règles de la NASCAR, faisant de la Charger le premier véhicule de série aux États-Unis à proposer un spoiler (De petites extensions ont été ajoutées en 1967.). David Pearson, au volant d’une Charger no 6 préparée par Cotton Owens, a ensuite remporté le championnat NASCAR Grand National en 1966 avec 14 premières places, mais un seul, le Capital City 300 à Richmond VA, a été réalisé en utilisant la Charger.

### 1967
Le modèle de 1967 a reçu des changements mineurs. À l’extérieur, de nouveaux clignotants montés sur les ailes ont été introduits et serviraient d’identificateur externe principal entre une Charger de 1966 et de 1967. Un toit en vinyle est devenu disponible. À l’intérieur, la console intégrale a été supprimée pour satisfaire les plaintes des clients concernant les difficultés d’entrée et de sortie des places arrière. Elle a été remplacée par une console de taille normale. Les sièges baquets étaient standard, mais une banquette était disponible en option à l'avant.
Le 440 "Magnum" a été ajouté et le 361 (5,9 L) V8 a été remplacé par un 383 (6,3 L) V8. Le 440 a été évalué à 380 ch (280 kW) avec un seul carburateur à 4 corps. Le moteur 318 est encore le moteur de base mais maintenant avec des chambres de combustion wedge, contrairement à la précédente de conception polysphérique (ou «poly») de 1966, la puissance est de 233 ch (172 kW). Le 383 à 4 corps évalué à 330 ch (242 kW) et le 426 Street Hemi évalué à 431 ch (317 kW) restaient en option. Seulement 27 Charger ont été construites avec le moteur 426.
Les ventes des Charger de 1967 ont chuté à la moitié du semestre d’introduction précédent, avec un total de 15 788 unités. Selon l’historien de l’automobile Patrick Foster, l’AMC Marlin et la Dodge Charger de première génération, très similaires, "se sont effondrés sur le marché alors que les acheteurs de voitures sportives manifestaient leur préférence pour les pony-car".

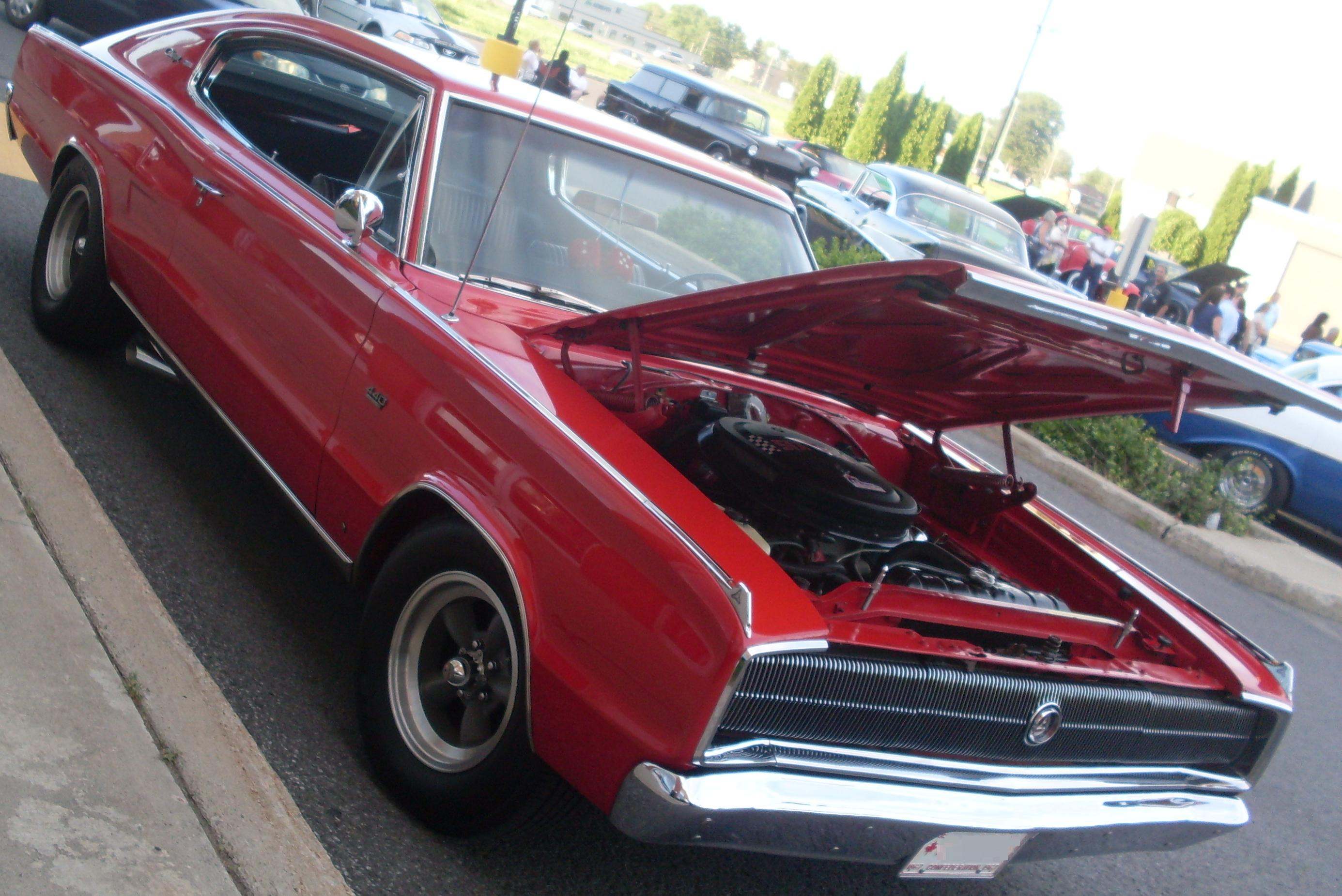
Avant avec moteur
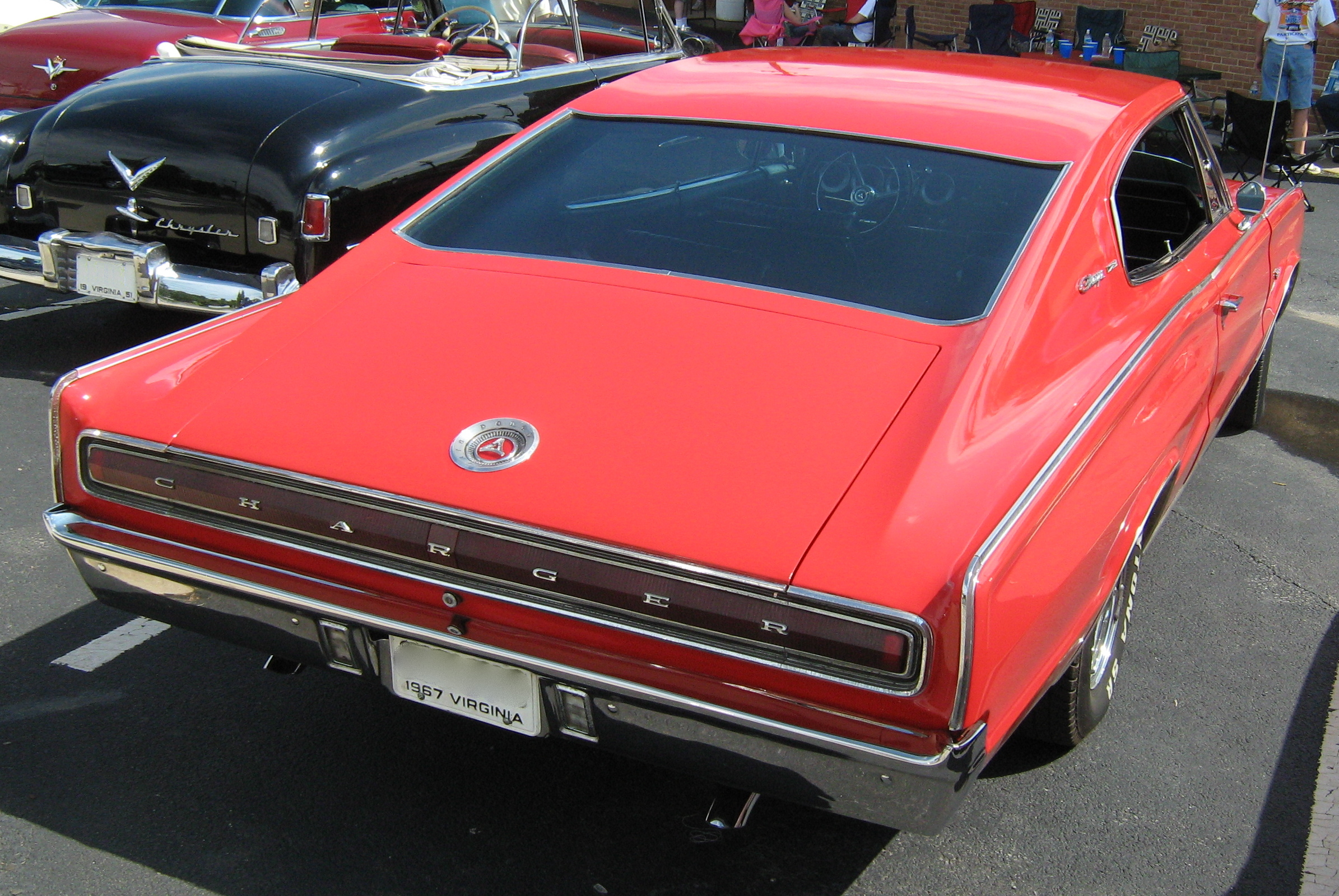
Arrière
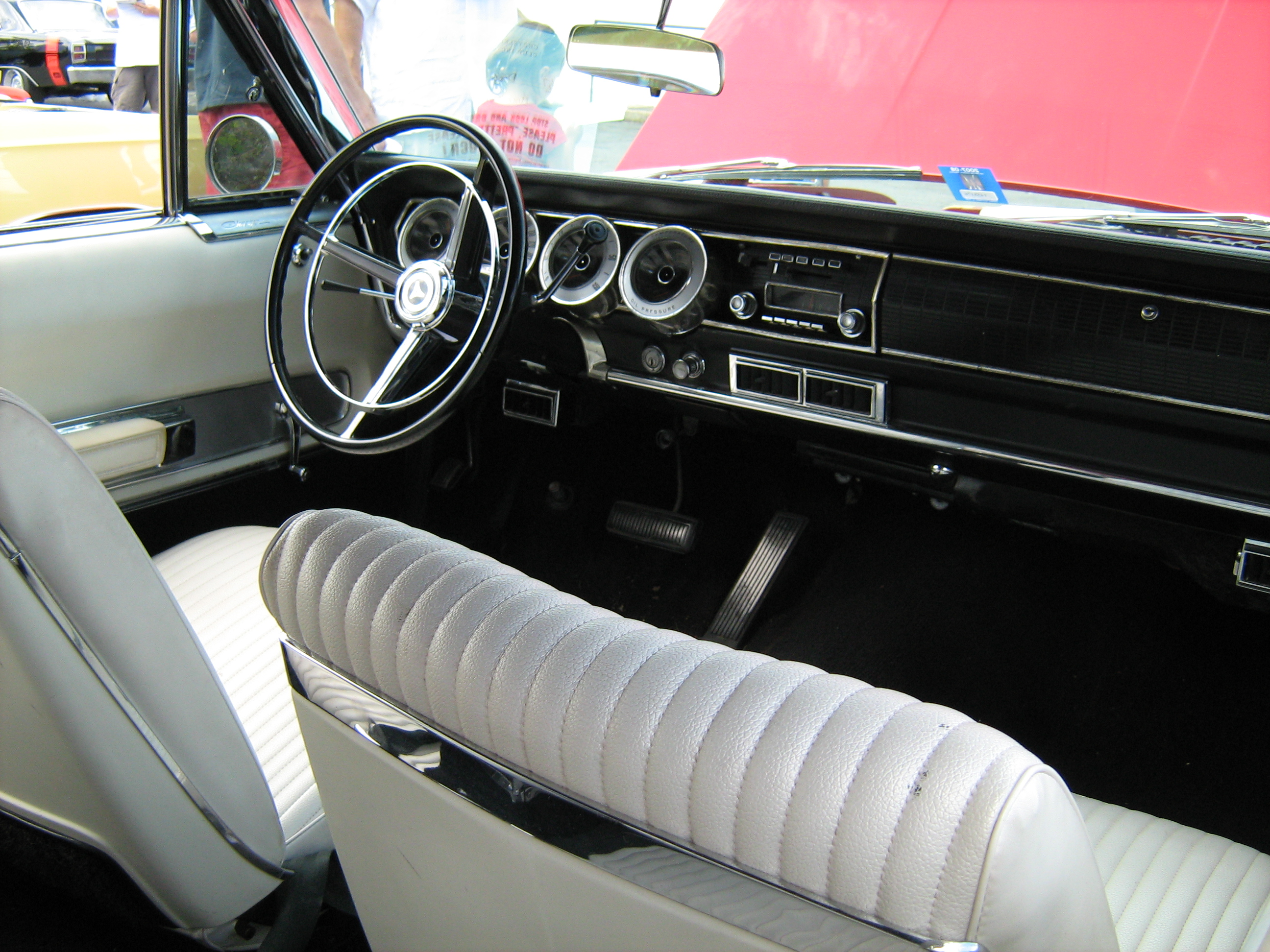
Poste de conduite

## Deuxième génération

### 1968

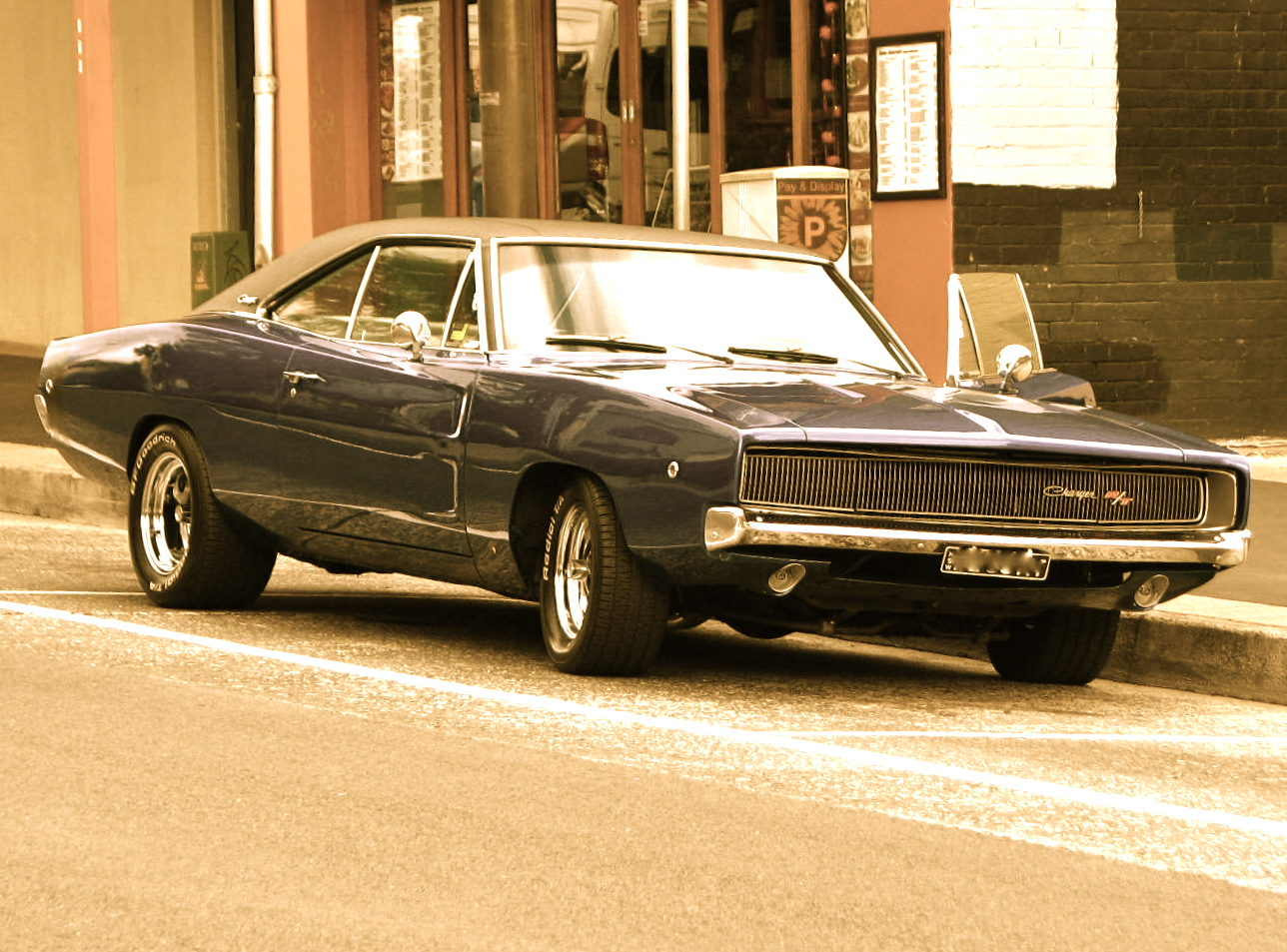
Dodge Charger 1968 noire

La gamme complète de carrosseries de type B de 1968 a été repensée et la Charger s'est encore différenciée des modèles Dodge Coronet. Les efforts de la première génération visant à paraître un peu chic ont été abandonnés au profit du profil musclé du designer Richard Sias, avec des courbes autour des ailes avant et des panneaux de quart arrière. La tôle aux extrémités avant et arrière a été conçue par Harvey J. Winn. L'arrière présentait un look "spoiler" inspiré des véhicules de course du groupe 7. Le toit en fastback avait disparu en faveur d'un "contrefort volant" similaire à celui de la Pontiac GTO 1966-67. La Charger a conservé sa calandre de phare dissimulée sur toute la largeur, mais un capot à dépression a remplacé les phares tournants à moteur électrique. Les précédents feux arrière pleine largeur ont été remplacés par deux unités circulaires sous la direction du vice-président du style, Elwood P. Engel. Deux renfoncements ont été ajoutés aux portes et au capot.
À l'intérieur, de nombreuses "réductions" étaient évidentes. Un siège arrière fixe conventionnel a remplacé la conception du siège baquet rabattable. Le coffre conventionnel comprenait un tapis en vinyle, plutôt que le compartiment à bagages recouvert de tapis du modèle précédent. La console centrale à l'avant est restée, mais il n'y avait pas d'accoudoir central. Le tachymètre était désormais optionnel au lieu du standard et les jauges électroluminescentes ont disparu au profit d’une conception conventionnelle.
Même le moteur du modèle a été réduit en milieu d’année, lorsque le 318 (5,2 L) V8 a été remplacé par le 225 (3,7 L) L6. Les 383-2 et 383-4 sont restés inchangés.
R/T

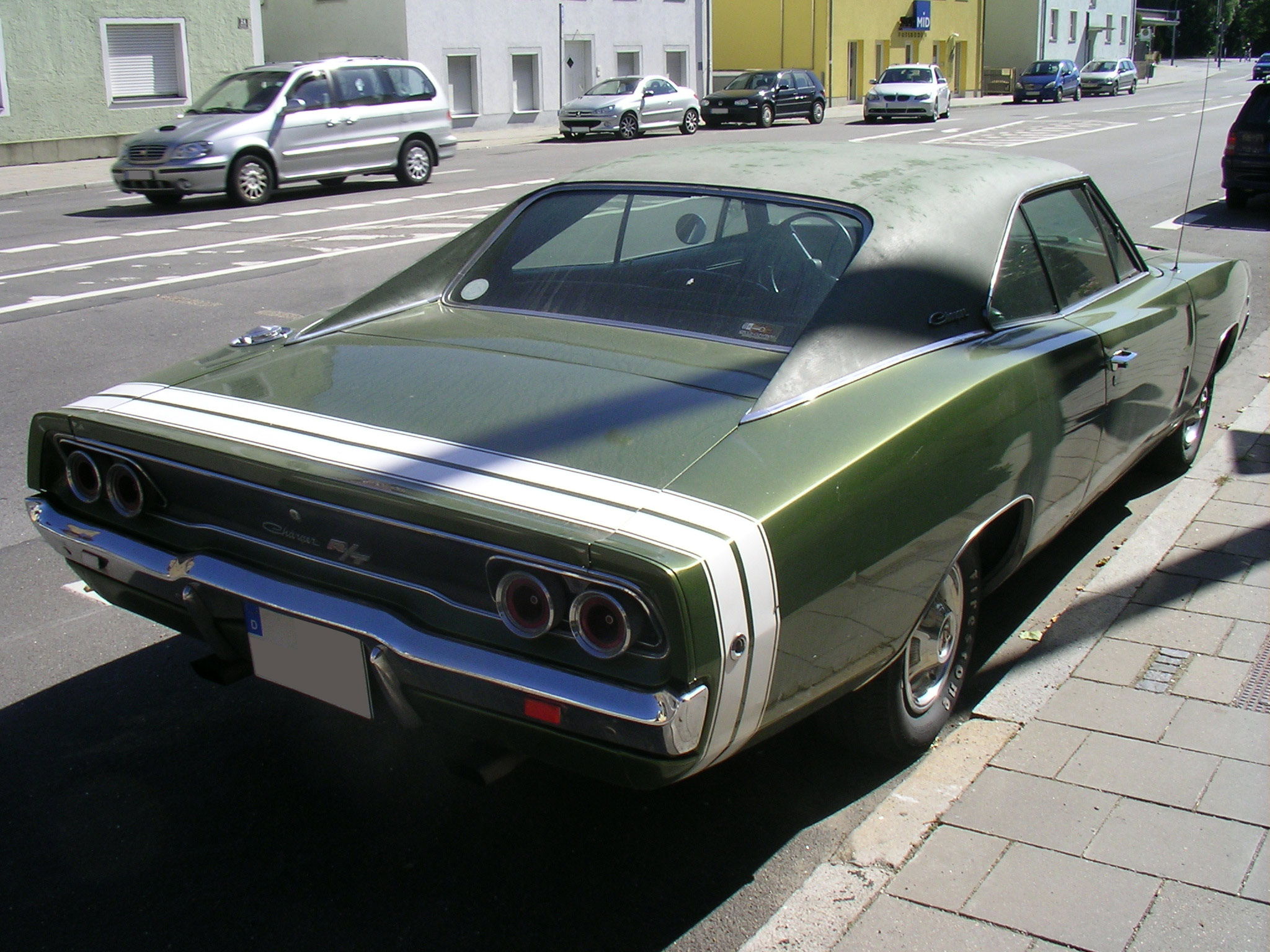
1968 Dodge Charger R/T

Un nouveau package haute performance a été ajouté, le R/T ("Road / Track", sans «et» entre les deux, comme dans le magazine Road & Track, alors très influent, faisant la promotion des muscle car). Le R/T était standard avec le 440 "Magnum" de l'année précédente, avec le 426 Hemi en option.
En 1968, Chrysler Corporation commença une campagne publicitaire mettant en vedette une abeille avec un moteur sur le dos, des modèles promotionnels appelés "Scat Pack". Les Coronet R/ T, les Super Bee, les Dart GTS et les Charger R/T ont reçu des bandes bourdons (deux fines bandes encadrant deux épaisses). Les bandes étaient standard sur les R/T et venaient en rouge, blanc ou noir, mais pouvaient être supprimées sans coût supplémentaire.
Le film de 1968, Bullitt, a contribué à populariser la Charger R/T pour sa remarquable séquence de poursuite au même titre que la Ford Mustang GT de 1968 dans les rues de San Francisco, considérée comme l'une des scènes de poursuite les plus influentes de l'histoire du cinéma. Dans le film, une Dodge Charger R/T 440 noire est poursuivie par la Ford Mustang GT de Steve McQueen qui saute dans les rues et les carrefours de San Francisco,. En 1968, les ventes de Charger ont atteint 96 100, dont plus de 17 000 R/T.

### 1969

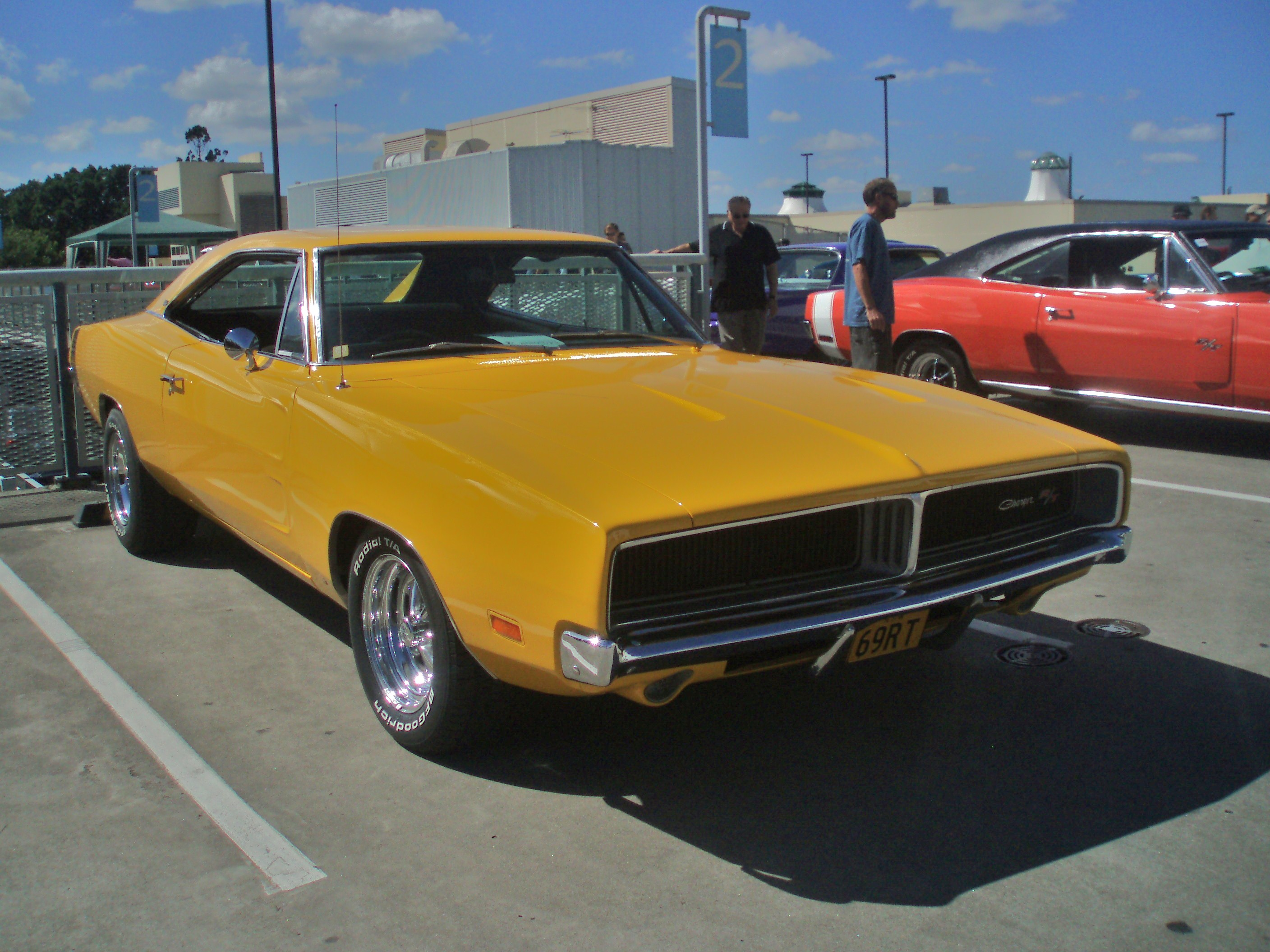
Dodge Charger 1969

L'année 1969 a apporté peu de modifications. Les modifications extérieures comprenaient une nouvelle calandre avec diviseur central et de nouveaux feux arrière longitudinaux tous deux conçus par Harvey J. Winn. Une nouvelle ligne de découpe appelée Special Edition (SE) a été ajoutée. Elle pouvait être disponible seule ou avec le pack R/T, ce qui en faisait une R/T-SE. La SE n'ajoutait que des sièges en cuir aux sièges avant, des moulures à bascule chromées, un volant en bois et des inserts en bois au tableau de bord. Un toit ouvrant a été ajouté à la liste des options, mais n'a été commandé que sur 260 Charger. Les bandes bourdons sont également revenues, mais ont été légèrement modifiées. Au lieu de quatre bandes, elle consistait maintenant en une large bande encadrée par deux bandes plus petites. Au milieu de la bande, une découpe R/T a été placée. Si la bande était supprimée, un emblème R/T en métal était placé à l'endroit où se trouvait la découpe. La production totale était d'environ 89 199 unités.
Il y avait deux moteurs 383 (6,3 L) différents disponibles pour 1969: 2 et 4 corps. Le 2 corps a été évalué à 294 ch (216 kW). Le moteur à quatre corps était évalué à 335 ch (246 kW) et a été identifié sur le filtre à air comme "383 / four barrel". Le moteur de 335 ch (246 kW) était unique au modèle Charger en 1969. Alors que ce moteur était disponible avec une option de filtre à air non silencieux, il différait intérieurement du 383 "Magnum" de 340 ch (250 kW). Les différences entre les 383 4 corps et les 383 magnum de 340 ch (250 kW) étaient essentiellement internes. Les deux versions utilisaient le carburateur AVS Carter et les collecteurs d'échappement plus grands des moteurs 440 Magnum, mais le Magnum avait un plateau de dérivation dans le carter d'huile, un profil d'arbre à cames différent et des ressorts de soupape différents. En 1969, les moteurs de la série B étaient tous peints du Chrysler Engine Turquoise, à l’exception des moteurs 383 à 4 corps et des moteurs 440 Magnum, qui étaient peints en «Orange haute performance». Comme d'habitude, le 426 Hemi a été peint "Street Hemi Orange". Le moteur 383 Magnum était utilisé dans les Road Runner et les Super Bees, mais n’apparut dans une Charger qu’en 1971.

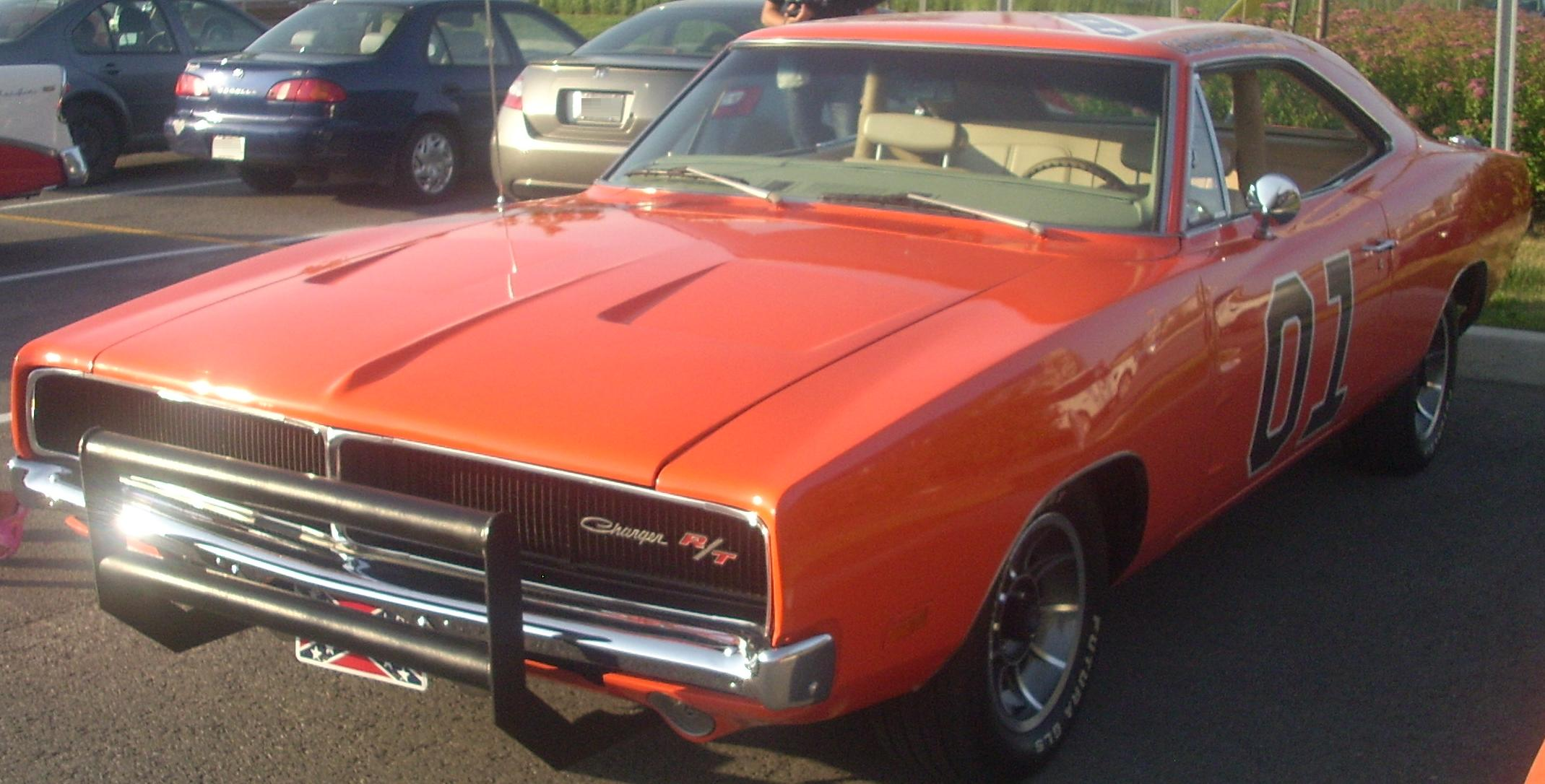
Bo & Luke Duke a popularisé la Dodge Charger de 1969 dans The Dukes of Hazzard

La série télévisée Shérif, fais-moi peur (1979-1985) présentait une Dodge Charger orange de 1969 baptisée The General Lee. "The General" arborait le drapeau de bataille confédéré peint sur le toit et les mots "GENERAL LEE" sur chaque porte. Les fenêtres étaient toujours ouvertes, les portes étant soi-disant soudées pour la course, et les acteurs faisaient glisser une fenêtre pour entrer et sortir. Le numéro "01" est peint sur les deux portes. En outre, le klaxon jouait les 12 premières notes de l'hymne des États confédérés « Dixie ». La voiture a réalisé des sauts spectaculaires dans presque tous les épisodes et la popularité de l'émission a suscité l'intérêt des consommateurs pour la voiture.

#### Charger 500

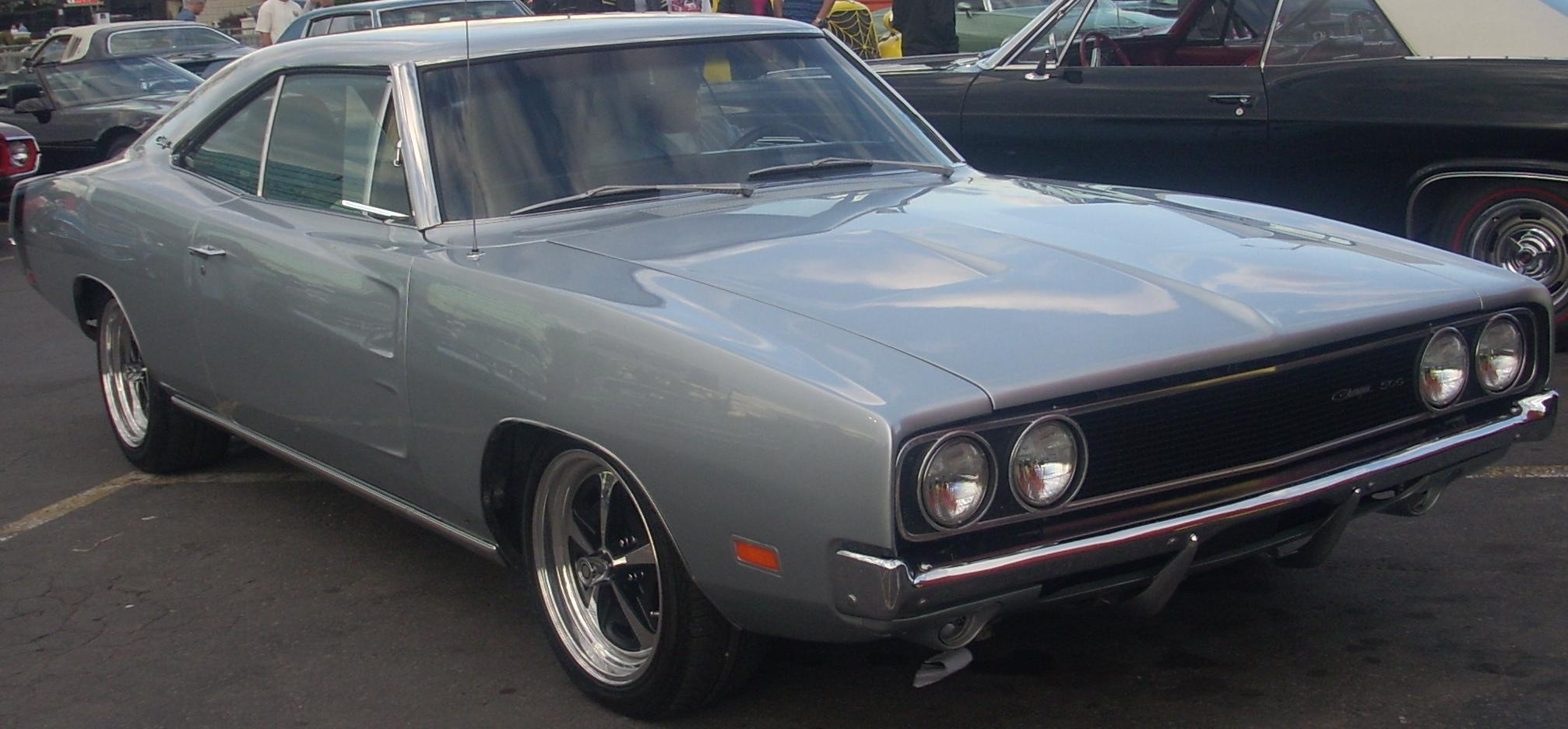
Dodge Charger 500

En 1968, la Charger inspirée de la NASCAR, la Charger R/T, échoua à battre les voitures Ford (la Ford Torino Talladega et la Mercury Cyclone Spoiler II) sur les pistes ovales. Des essais en soufflerie ont montré que la lunette arrière à effet tunnel provoquait un soulèvement et que la bouche béante provoquait une traînée. En conséquence, Dodge aligna la lunette arrière sur le reste du toit et plaça une calandre Coronet de 1968 à l'avant.
Le prototype original de la Charger 500 était une Charger R/T de 1968 avec un 426 Hemi et une transmission automatique. Le prototype a été peint en bleu B5 avec une bande blanche et un intérieur blanc. La Charger 500 était l’un des trois modèles introduits en septembre 1968. Le moteur standard était le 440 Magnum, mais la documentation d'usine affirme que le 426 Hemi était standard. La Charger 500 avait le standard TorqueFlite et le même équipement que la R/T.
Au total, 392 Charger 500 ont été fabriquées, dont 67 seulement avec le moteur 426 Hemi; 27 à 4 vitesses et 40 avec une transmission automatique.

#### Charger Daytona

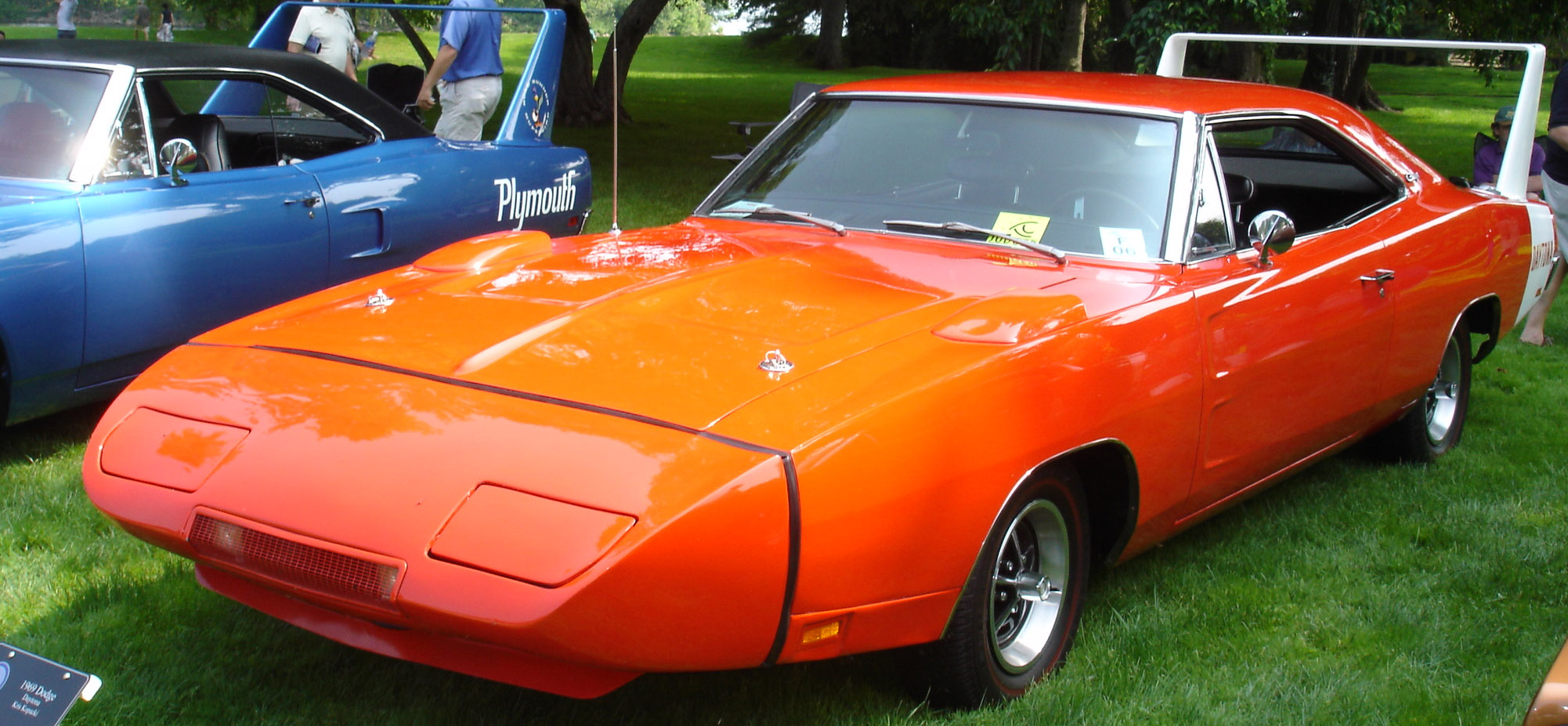
Dodge Charger Daytona

Dodge n'était pas satisfait des résultats de la Charger 500. La voiture n’était pas suffisante pour battre les autres voitures de circuit NASCAR. Après des mois de recherche et de développement, notamment au magasin de pièces de rechange Creative Industries, la Dodge Charger Daytona a été lancée le 13 avril 1969. Elle a rapidement reçu plus de 1000 commandes.
Chrysler a tenté à plusieurs reprises d’améliorer l’aérodynamisme de la 500 en ajoutant des nez supposés être jusqu’à 580 mm plus long. La Charger Daytona a finalement reçu un nez de 460 mm plus long. La Charger Daytona en taille réelle a été testé à l’usine de Lockheed-Martin Georgia. Le test a été un succès et le projet a été approuvé. Le nez n'était qu'une partie de l'innovation. La Charger Daytona a également reçu un aileron de 580 mm à l'arrière. Cette aile a été boulonnée à travers les panneaux de quart arrière et dans le sous-châssis arrière. Bien que moins efficace que les conceptions d'ailes plus courtes, l'ingénieur chargé du développement de l'aileron, John Pointer, a choisi la conception haute pour que l'aileron soit dans un «air pur» afin d'accroître la vitesse globale de la voiture. Que la grande aile empêche toute interférence avec le fonctionnement du couvercle du coffre peut être considéré comme une coïncidence heureuse. Le grand spoiler a également apporté son aide de manière inattendue, en conférant à la voiture une stabilité directionnelle grâce à ses flancs profondément attelés.
Le modèle d'ingénierie Charger Daytona a été testé sur le terrain d'essai de Chrysler à Chelsea (Michigan), le 20 juillet 1969. Conduite par Charlie Glotzbach et Buddy Baker, il a été chronométré à 330 km/h avec un petit carburateur à 4 corps. Le nez de la Charger Daytona avait une force d'appui de 530 daN et l'aile une force d'appui de 270 daN. Le département du style de Dodge voulait apporter des modifications à la Charger Daytona dès qu'ils l'ont vu, mais Bob McCurry leur a dit de ne pas insister ; il voulait plus de fonction que de finesse.
La Charger Daytona présentée au public avait un nez en fibre de verre sans phares réels et une aile sans carénages simplifiés. Les médias et le public ont adoré la voiture, mais étaient mystifiés par les écopes inversées sur les ailes avant. Les représentants des relations publiques ont affirmé que c'était pour le dégagement des pneus. En fait, ils réduisaient la traînée de 3 %.
La Charger Daytona est livrée en standard avec le 440 Magnum V8 de 380 ch (280 kW) et 650 N m de couple, une transmission automatique A727 Torqueflite et un différentiel Chrysler 3.23 489 Case 8 3/4. En option, le 426 Hemi avec 431 ch (317 kW) et 660 N m. Le 426 Hemi était également disponible avec l'optionnelle boite à 8 vitesses A833. Seulement 503 Charger Daytona ont été construites. (40 autres étaient pour le Canada), Sur les 503 voitures américaines produites, 433 étaient des 440 Magnum, dont 139 à 4 vitesses et 294 à Torqueflite; 70 étaient 426 Hemi, dont 22 à 4 vitesses et 48 à Torqueflite.
En fin de compte, la Daytona a été réduite à néant par la décision de faire de la Plymouth Superbird 1970 la seule voiture ailée de Chrysler. Alors que les Daytona ont couru pendant la saison 1970, une seule Daytona a couru jusqu'en 1971, lorsque la NASCAR a décrété que la cylindrée des voitures à aileron serait limitée à 305 (5,0 L). Cette voiture particulière, conduite par Dick Brooks, a terminé à la septième place. La toute première Charger Daytona de 1969, fabriquée à la main par les ingénieurs de Chrysler, était exposé à l’exposition universelle de 1969 à New York. Une fois l'exposition terminée, la voiture est passée par le biais d’une loterie Dodge à un concessionnaire Dodge de Kingston, Ontario, Canada. Ceci est documenté par Chrysler.

### 1970

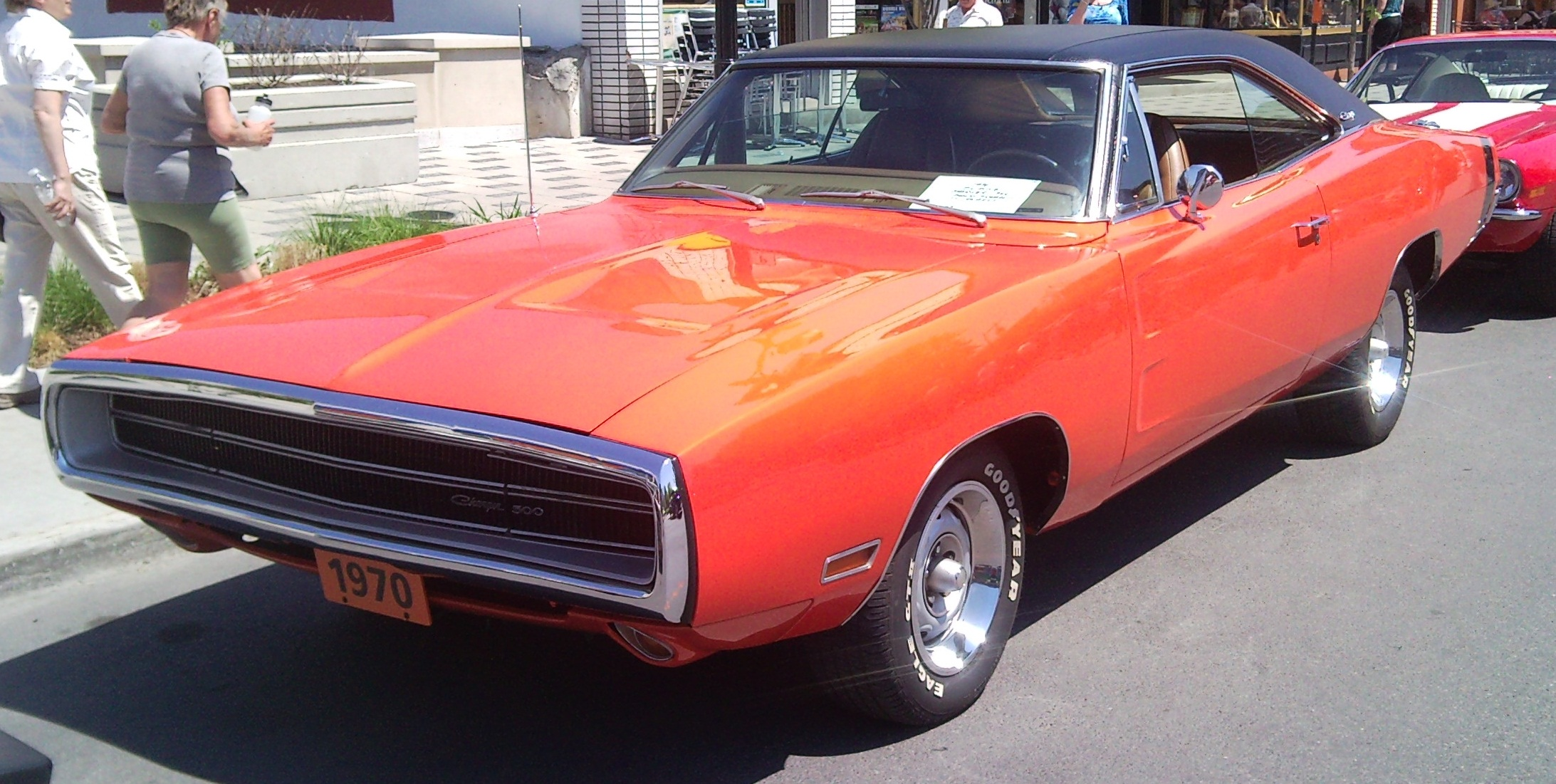
Dodge Charger 1970

La Charger a été légèrement modifiée pour 1970. C'était la dernière année de la 2e génération de Charger et comportait un large pare-chocs chromé enveloppant et la calandre, qui n'était plus divisée au centre. De nouvelles portes de phares électriques ont remplacé l'ancien style à dépression. Les feux arrière étaient similaires à ceux utilisés en 69, mais les modèles 500 et R/T sont venus avec un nouveau panneau de feu arrière plus attrayant. Sur la R/T, de nouvelles écopes faisant face au dos et portant le logo de R/T ont été montées sur les portes avant, sur les échancrures des portes. Une nouvelle découpe de capot 440 ou HEMI figurait dans la liste des options pour cette année uniquement.
Dodge a peint les inserts des échancrures des portes en noir et a mis les repères de moteur argentés sur le dessus. De nouvelles couleurs "High Impact" ont reçu des noms, tels que Top Banana, Panther Pink...
Les modifications intérieures comprenaient de nouveaux sièges baquets à dossier haut, les panneaux de porte ont également été révisés et les poches pour cartes étaient désormais en option au lieu de série. L'allumage a été déplacé du tableau de bord à la colonne de direction (comme avec tous les produits Chrysler de cette année), et la boîte à gants était maintenant articulée vers le bas au lieu de vers haut comme en 1968-69. La finition optionnelle SE «Special Edition» ajouté des caractéristiques de luxe et était disponible en tant que modèles 500 SE et R / T SE. Le tout nouveau levier de vitesses à poignée pistolet a été introduit, ainsi qu'une banquette, une première pour la Charger depuis ses débuts.
Une nouvelle option de moteur a fait apparition sur la liste de la Charger pour la première fois, le Six Pack 440. Avec trois carburateurs à deux corps et une puissance de 395 ch (291 kW), c'était l'une des configurations les plus exotiques depuis les moteurs Max Wedge à vérin transversal du début des années 1960. Le Six Pack était auparavant utilisé sur la Dodge Super Bee et la Plymouth Road Runner de milieu d'année 1969. Malgré ce nouveau moteur, la production a de nouveau chuté à 46 576, principalement en raison de la nouvelle pony car Dodge Challenger a plate-forme E, ainsi que de l'augmentation rapide des taux d'assurance automobile. Au cours de la saison NASCAR 1970, la Charger de 1970 a remporté dix victoires, plus que toute autre voiture, y compris les Dodge Charger Daytona et Plymouth Superbird de 1969, donnant ainsi à Bobby Isaac le Grand Championnat national. Buddy Baker, au volant de la Daytona Engineering # 88 bleue, a été la première et la seule voiture légale à rouler à plus de 320 km/h en 1970. Ce record a duré plus de 13 ans.
La R/T apparaît dans plusieurs films de la série Fast and Furious avec Dominic Toretto (Vin Diesel) au volant.

## Troisième génération

### 1971
En 1971, la Charger de troisième génération a été introduite, caractérisée par une nouvelle calandre divisée et une carrosserie "fuselage" plus arrondie. Les intérieurs ressemblaient à ceux des E-body et étaient maintenant partagés par le B-body de Plymouth, la Plymouth Satellite Sebring et la Road Runner. Les phares cachés étaient maintenant facultatifs. Un spoiler arrière et un capot "Ramcharger" étaient de nouvelles options. Ce capot comportait une écope escamotable montée au-dessus du filtre à air contrôlé par un interrupteur à vide sous le tableau de bord. Sur les Road Runner, il s’appelait le capot «Air Grabber» et était auparavant utilisé sur la Coronet R/T et la Super Bee.
Dodge a également fusionné ses lignes Coronet et Charger. À partir de 1971, toutes les carrosseries B à quatre portes ont été désignées sous le nom de Coronet et toutes les carrosseries B à deux portes ont été désignées comme Charger. Ainsi, pendant un an seulement, la Super Bee est devenue une partie de la gamme Charger, après quoi elle a été abandonnée. De 1971 à 1974, les modèles Charger utilisaient le préfixe "W" sur le VIN de la Coronet.
Plusieurs autres modèles ont été reportés de 1970, notamment les modèles 500, R/T et SE. Les ventes de la R/T ont diminué en partie en raison de la hausse des coûts d’assurance et des prix de l’essence. Au total, 63 Hemi RT ont été construites cette année-là, marquant sa dernière apparition dans une voiture de série, et 2 659 avec d'autres moteurs. 1971 était également la dernière année pour le moteur 440 Six-Pack, qui pouvait encore être couplé à une transmission Hurst à 4 vitesses, ainsi qu’à la boîte automatique. Dans la dernière année des Super Bee, le 340 est devenu une option à 44 $ par rapport au 383 standard à faible compression.
Les couleurs "Hi-Impact" ont été abandonnées après 1971, avec seulement en 1971 la couleur "Citron Yella"

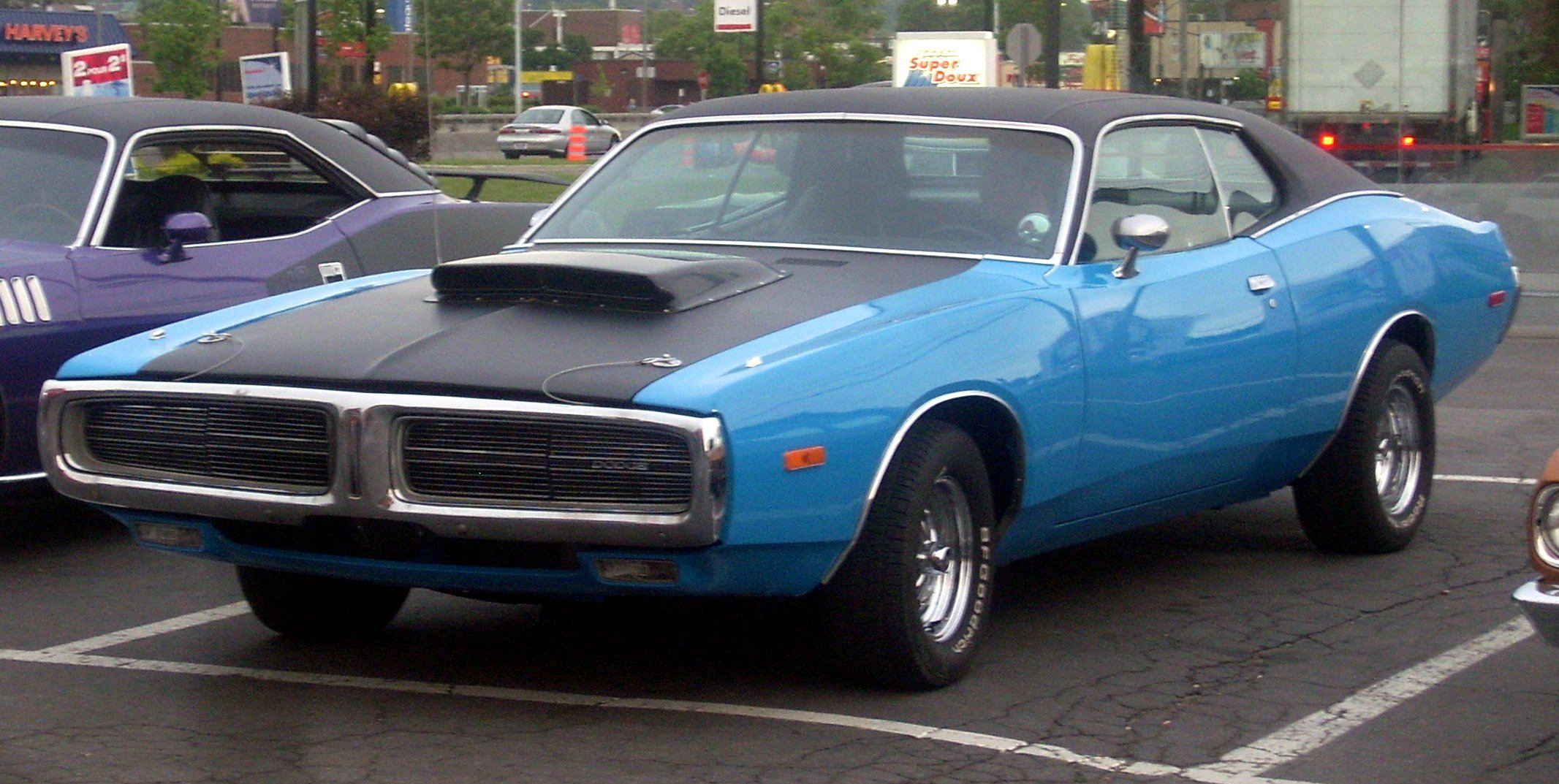
Dodge Charger 1972

### 1972
La Charger 1972 a introduit une nouvelle option "Rallye" pour remplacer la version R/T. La SE se distinguait des autres Charger de 1972 par un traitement de toit unique et des phares cachés. Le moteur 383 a été remplacé par un 400 à 4 corps à plus faible compression, alors que le moteur 440 était encore disponible, à compression réduite et abaissé à 284 ch (209 kW) au lieu des 355 ch (261 kW) précédents. Les cotes ont baissé, la mesure de la puissance nette étant plus réaliste. À partir de 1972 également, tous les moteurs étaient équipés de sièges de soupape durcis pour permettre l'utilisation d'essence ordinaire avec ou sans plomb plutôt que du carburant de qualité supérieure au plomb comme les années précédentes en raison de réglementations plus strictes en matière d'émissions. Bien que le 440 + 6 (désignant une configuration triple carburateur à 2 corps) et 314 ch (231 kW) figurait dans la documentation au début de 1972, il ressortait des essais d’août 1971 que ce moteur ne serait pas conforme aux nouvelles lois plus sévères de 1972 sur les émissions, bien que certains documents des premières Dodge (presse d'août 1971) indiquent que ce moteur était disponible pour 1972, et que quelques Charger à moteur six pack installés d'usine (six est le nombre accepté) ont été construites, le moteur a été retiré de la production en septembre 1971. Le sélecteur de vitesses manuel Hurst à 4 vitesses Pistol-Grip, en option, pouvaitt être couplé aux moteurs 340, 400 et 440 Magnum. L'entrée d'air du capot Ramcharger a été abandonnée, ainsi que les rapports d'essieu arrière à engrenages inférieurs en option et les suspensions extra-robustes. C'était également la dernière année pour le différentiel Dana 60, et n'était disponible qu'en combinaison avec la vitesse 440/4, la suspension renforcée et le rapport d'essieu arrière de 3,54:1.
Les seuls choix de couleurs «Hi-Impact» restants étaient «Hemi Orange» (EV2) et «Top Banana» (FY1), ce dernier étant disponible sous différents noms jusqu'en 1974.

### 1973

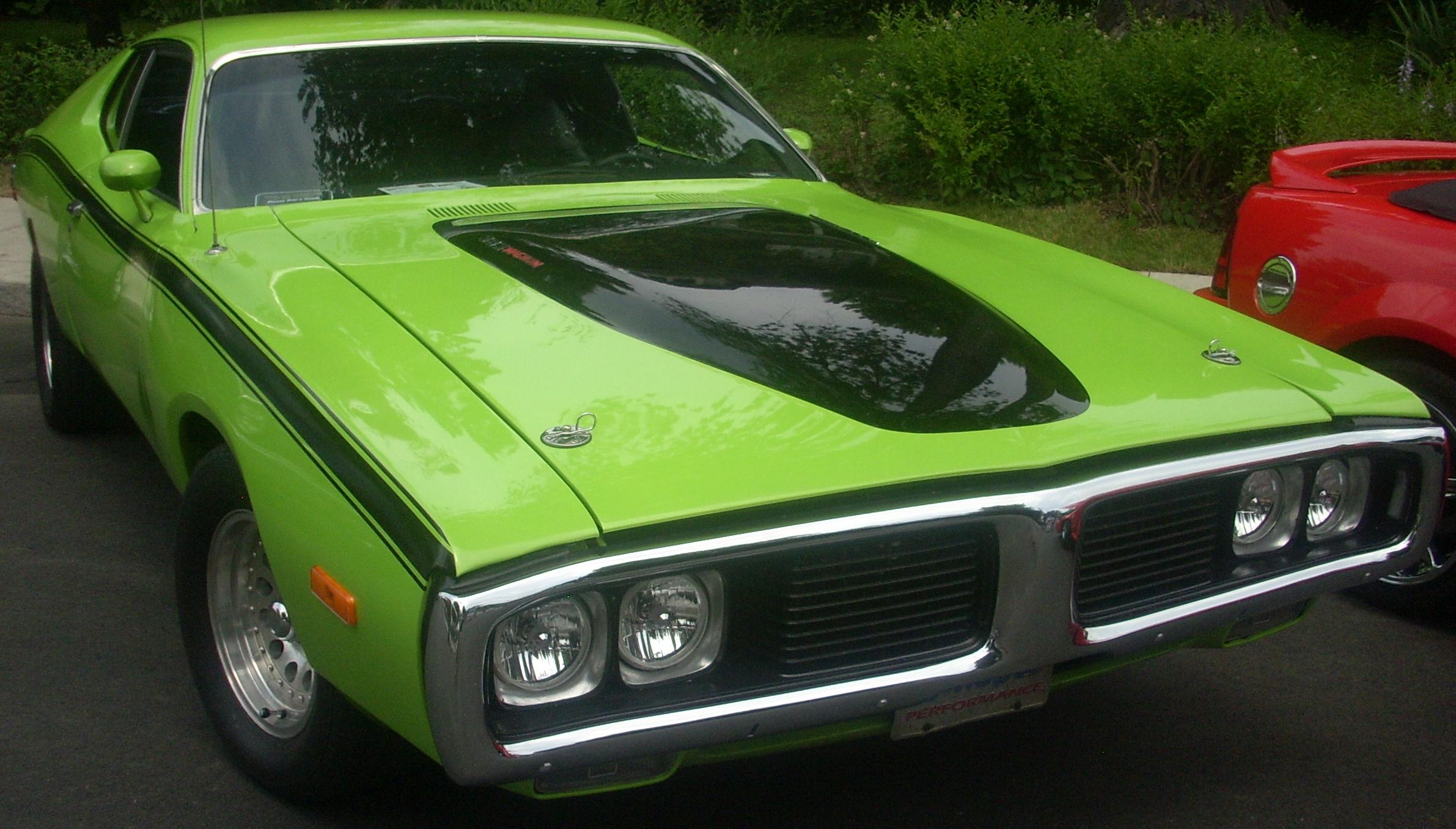
Dodge Charger 1973

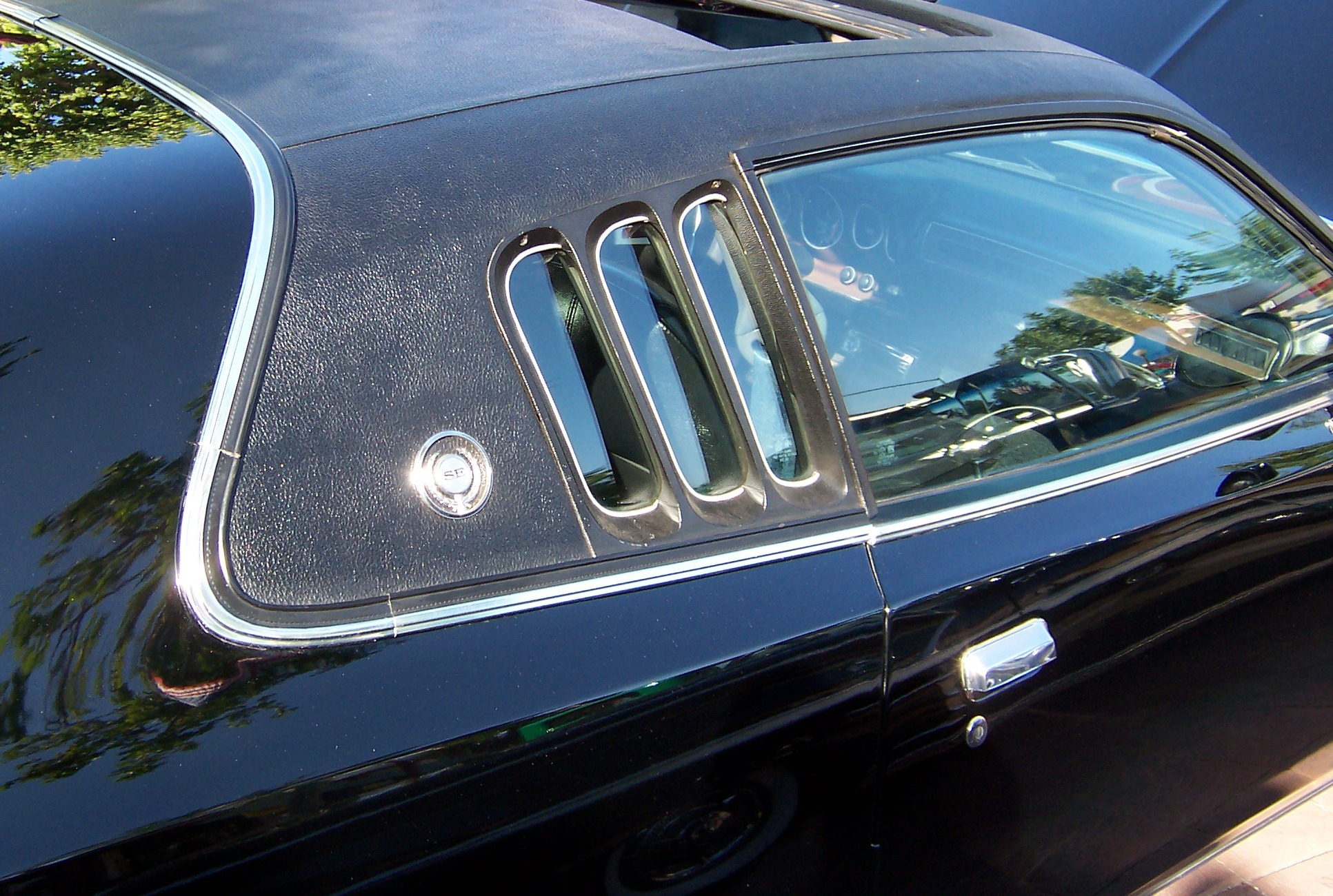
Fenêtre triple opera sur la Dodge Charger SE 1973

Pour 1973, les Charger recevaient une nouvelle carrosserie (bien que, à première vue, seul le toit arrière "C-Pillars" soit différent), ils étaient en fait plus longs, plus larges et légèrement plus hauts que ceux de 1971-1972. Les feux arrière à lattes verticales et les grilles étaient également nouveaux. Les phares cachés ont été abandonnés, même en option. La 318 était toujours standard, avec les modèles 340 (disponible uniquement sur la Rallye), 360 (2 corps uniquement), 400 (faible puissance 2 corps / échappement simple et haute perforance 4 corps / double échappement) et 440 restant en option. Les modèles SE avaient un nouveau traitement de toit comportant une "triple fenêtre opera " entourée d'un toit en vinyle. Tous les autres modèles ont eu un nouveau traitement de fenêtre, supprimant la fenêtre de style AMC Gremlin au profit d’une conception plus conventionnelle. Les ventes totales cette année ont été d’environ 108 000 unités, ce qui représente le record pour la génération 1971-1974, bien que plus de 60 % des voitures soient équipées de moteurs non hautes performances. Les Charger de 1973 et tous les produits Chrysler étaient équipés de pare-chocs de 8 km/h à l'avant et à l'arrière.

### 1974

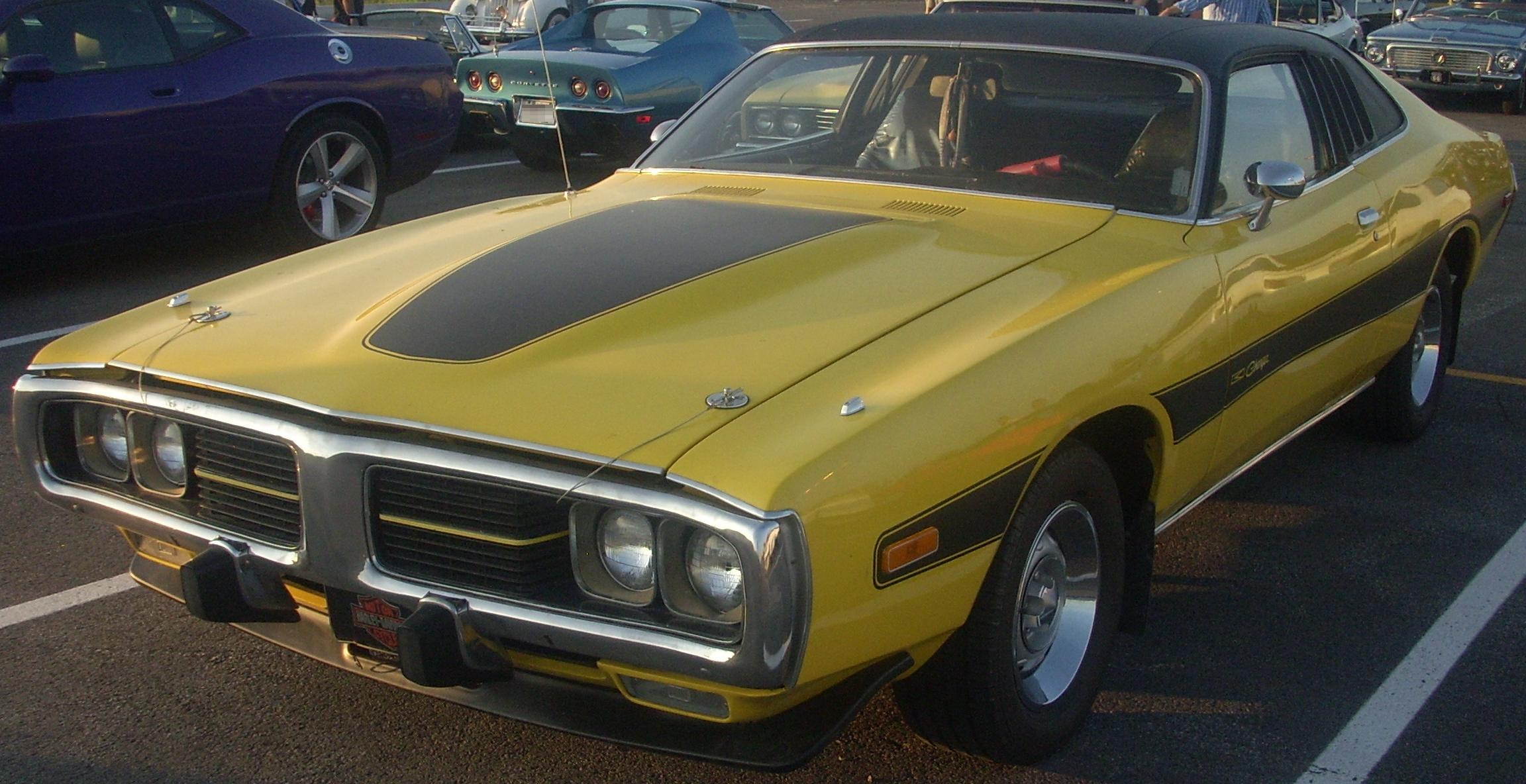
1974 Dodge Charger

1974 n'a apporté que des modifications mineures, notamment de nouveaux choix de couleurs, un motif de grain plus doux sur les surfaces intérieures et une légère augmentation de la taille des extrémités des pare-chocs en caoutchouc. L'option 340 a été remplacée par un 360 4 corps en tant que moteur à performances optimales. Toutes les autres options de moteur sont restées les mêmes, y compris le 360 2 corps désigné par un K dans le cinquième symbole du numéro d'identification du véhicule. Plusieurs ratios de performance arrière, y compris une extrémité arrière "Sure Grip" de 3,23, étaient encore disponibles. Une transmission à quatre vitesses était toujours en option, sauf avec le moteur 440.
En dépit du fait que la Charger ne soit plus perçue comme un modèle de performance, les ventes ont augmenté car elle est devenue une voiture de luxe personnelle. L'époque de la muscle-car a pris fin, avec 1974 comme dernière année pour les options de performance.

### NASCAR
Les voitures basées sur les Charger de 1971-74 ont fait campagne en NASCAR, avec Buddy Baker, Bobby Isaac, Dave Marcis et Richard Petty marquant plusieurs victoires. Richard Petty a remporté 35 courses avec ce style de carrosserie entre 1972 et 1977, car la NASCAR a permis aux Charger de courir quelques années de plus que la normale, car Chrysler n'avait rien d'autre pour la remplacer. Une Charger à la carrosserie de 1974 conduite par Neil Bonnett a remporté la dernière victoire de Dodge en NASCAR (jusqu'en 2001) au Los Angeles Times 500 en décembre 1977. Richard Petty a proclamé ce style de carrosserie comme voiture préférée qu'il a utilisée au cours de sa carrière parce qu'elle était équilibrée.

## Quatrième génération

### 1975

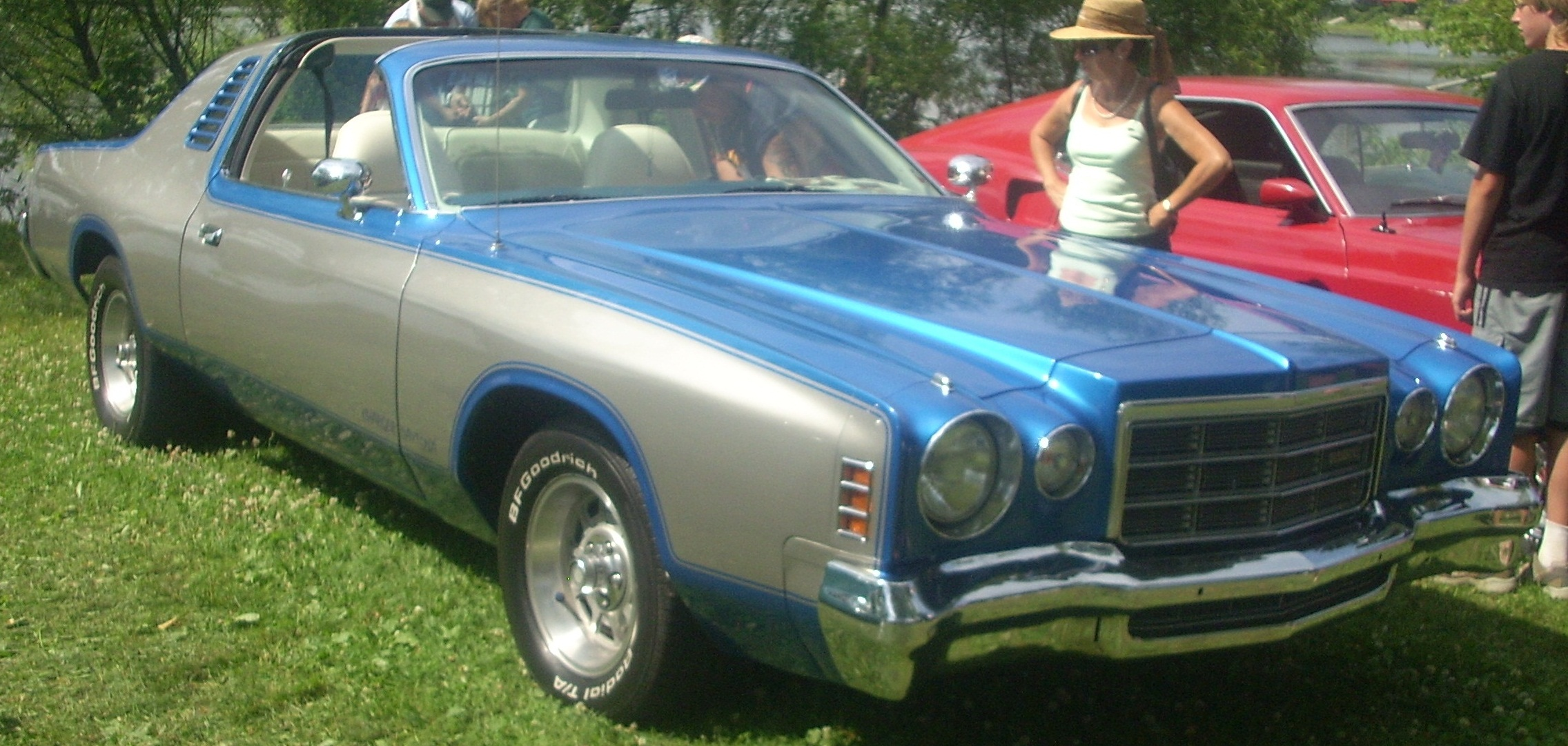
Dodge Charger

En 1975, la Dodge Charger et la Chrysler Cordoba partageaient la même plate-forme B. La Chrysler Cordoba avait remplacé la Plymouth Satellite. La Charger SE (édition spéciale) était le seul modèle offert. Elle était vendue avec une grande gamme de moteurs dont le 318 (5,2 L) V8, petit bloc, le 400 (6,6 L), gros bloc V8. Le moteur standard était le 360 (5,9 L), petit bloc V8, avec le code E58 4 corps et la version haute performance à double échappement (228 ch (168 kW)) disponible en option. Les ventes en 1975 se sont élevées à 30 812. En raison de la forme très inégale de la carrosserie, les équipes de NASCAR ont été obligées de s’appuyer sur la tôlerie des années précédentes (1974) pour les voitures de compétition. Pour que Dodge soit représenté, NASCAR a autorisé l'utilisation de la tôle de 1974 jusqu'en janvier 1978, date à laquelle la nouvelle Dodge Magnum était prête pour la course. En 1976, une Dodge Charger était l’une des deux voitures de série de la NASCAR à concourir aux 24 heures du Mans, après avoir été modifiée avec des phares, des feux arrière et des essuie-glaces. Elle était pilotée par Herschel et Doug McGriff et sponsorisée par Olympia Beer, ce qui lui a valu le surnom "Oly Express".

### 1976
La gamme Charger de 1976 a été étendue à quatre modèles; base, Charger Sport (anciennement le modèle Dodge Coronet 2 portes, qui est apparu pour la seule année modèle précédente), Charger SE et Charger Daytona. La base et les modèles Sport utilisaient une plate-forme différente de celle de la SE et de la Daytona et consistaient essentiellement en un re-badging des modèles Dodge Coronet à 2 portes de 1975 - le moteur supplémentaire disponible était un 225 (3,7 L) Slant Six, qui n'a pas été offert sur la SE et la Daytona. La Charger Daytona a été présentée comme un package avec le moteur 360 ou 400. Les ventes ont légèrement augmenté pour atteindre 65 900 unités en 1976.

### 1977
En 1977, la Charger Sport (qui remontait à l'ancienne Coronet 2 portes, apparut pour la seule année modèle 1975) et la version base ont été abandonnées, car ce style de carrosserie est devenu une partie de la nouvelle gamme Monaco à plate-forme B, et seules les Charger SE et Charger Daytona ont été proposées. La production estimée était de 30 367 unités.

### 1978
En 1978, dernière année B-Body, seules 2 735 Charger ont été produites. La Magnum a remplacé la Charger en tant que voiture de luxe personnelle, et le petit nombre de Charger produites était probablement un effort pour utiliser les restes de pièces de 1977.